# Academia de Tecnología de Vuelo Espacial de Shanghái
La Academia de Tecnología de Vuelo Espacial de Shanghái (ATVES) o SAST (siglas del inglés Shanghai Academy of Spaceflight Technology, en chino 上海航天技术研究院) es una agencia espacial china subordinada de la Corporación de Ciencia y Tecnología Aeroespacial de China (CASC), por lo que también se la conoce como «La Octava Academia» de CASC.
SAST fue creada en agosto de 1961 como «Segunda Oficina de Industria Electromecánica de Shanghái», pero en 1993 fue rebautizada como «Academia de Tecnología de Vuelo Espacial de Shanghái».

## Programas de vuelo espacial
SAST diseña, desarrolla y fabrica vehículos de lanzamiento y componentes espaciales, como los cohetes Larga Marcha 4A y FB-1. El FB-1 lanzó tres satélites militares, de los cuales no se han publicado detalles. SAST fue considerada responsable de los fallos del FB-1 entre 1973 y 1981.